# Pink Floyd – The Wall
Pink Floyd – The Wall es una película británica de 1982 dirigida por el director británico Alan Parker y basada en el álbum de Pink Floyd The Wall (1979). El guion fue escrito por el vocalista y bajista de Pink Floyd, Roger Waters. Altamente metafórica y rica en simbolismo y sonido, la película contiene pocos diálogos y es conducida principalmente por las canciones de Pink Floyd.
La película incluye 15 minutos de elaboradas secuencias de animación creadas por el ilustrador Gerald Scarfe y Roger Waters, parte de las cuales describen una pesadilla basada en los bombardeos alemanes sobre Inglaterra durante la Segunda Guerra Mundial. La película es reconocida por su surrealismo perturbador, secuencias animadas, situaciones sexuales, violencia y gore. A pesar de su turbulenta producción y del descontento de los creadores con el resultado final, The Wall se ha convertido en una película de culto.

## Argumento

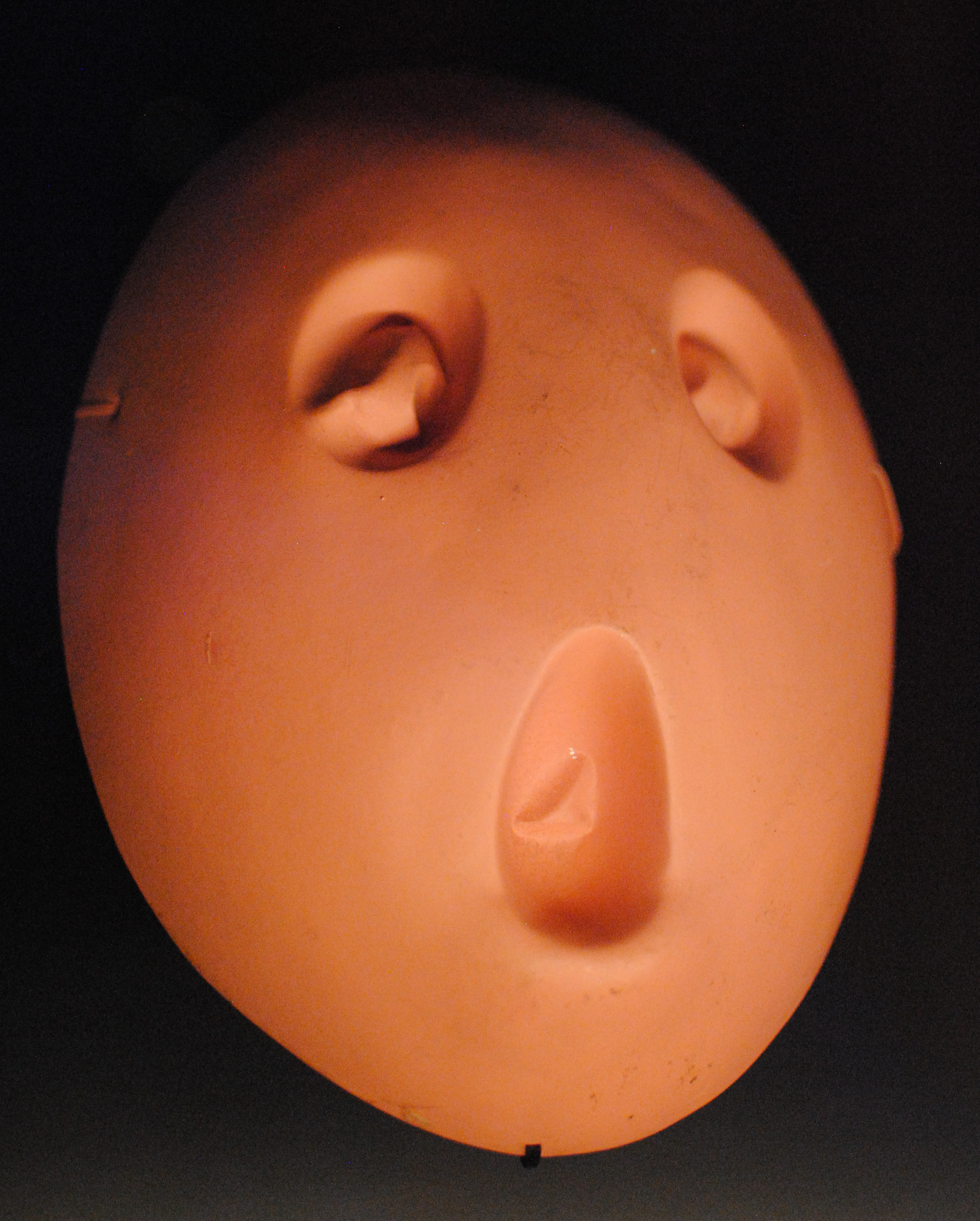
Una de las máscaras llevadas por los alumnos en la película, presentada en la exposición Pink Floyd: Their Mortal Remains (Londres, 2017).

Pink (Bob Geldof), el cantante de un grupo musical, arrastra desde su infancia una serie de traumas. Se le ve inicialmente en un cuarto de hotel, totalmente inexpresivo, viendo la televisión mientras suena la canción «The Little Boy that Santa Claus Forgot» de Vera Lynn. Luego se revela que el padre de Pink, un soldado británico, murió en combate en la batalla de Anzio, durante la Segunda Guerra Mundial, en plena infancia del protagonista.
En una analepsis, aparece Pink durante su niñez, en la década de 1950, buscando desesperadamente una figura paterna. En el dormitorio de su madre, descubre el pergamino del rey Jorge VI que anuncia la muerte en combate de su padre, así como reliquias militares paternas. En la escuela, es descubierto escribiendo poemas y es humillado ante sus compañeros por su profesor (a mitad de la canción «The Happiest Days of Our Lives»). Mientras se escucha la canción «Another Brick in the Wall (Parte 2)», Pink imagina un sistema escolar opresivo en el que los alumnos caen en una trituradora de carne; los niños finalmente se rebelan y destruyen la escuela, arrojando al profesor al fuego. Pink también se ve afectado por su sobreprotectora madre («Mother»). Todas estas experiencias traumáticas son presentadas como «ladrillos» en el muro metafórico que Pink construye para separarse de la sociedad.
Siendo ya un adulto, Pink se casa, pero su matrimonio fracasa rápidamente. Mientras se encuentra de gira por los Estados Unidos, se entera de la infidelidad de su esposa. Lleva hasta su hotel a una groupie (al término de la canción «Young Lust») solamente para destrozar el cuarto delante de ella («One of My Turns»). Pink lentamente empieza a perder la cabeza y a imaginar «gusanos» metafóricos. Se afeita todo el pelo de su cuerpo y ve enajenado la película The Dam Busters en la televisión. Su mánager, junto con el director del hotel y miembros del equipo, lo encuentran totalmente inconsciente en su habitación destrozada, así que lo inyectan para que pueda dar su próximo concierto («Comfortably Numb»).
Pink se imagina que es un líder neonazi y que su concierto es una reunión al estilo de los congresos de Núremberg. Sus seguidores empiezan a atacar a las minorías étnicas, tomándose las calles de Londres y causando una gran destrucción. A la escena se le añaden imágenes animadas de martillos (símbolo del partido neonazi de Pink) marchando sobre las calles destruidas. Pink deja de alucinar y grita: «¡Stop!» y se le ve luego refugiado en los baños del sitio donde iba a dar el concierto. En la siguiente secuencia animada, Pink, presentado como un pequeño muñeco de trapo, es llevado a un juicio y su sentencia final es «ser expuesto ante sus similares»: el juez da la orden de «derribar el muro». Luego de un prolongado silencio, el muro explota.
Unos niños recogen escombros en una calle, finalizando la película con la imagen de uno de ellos vaciando un cóctel molotov.

## Reparto

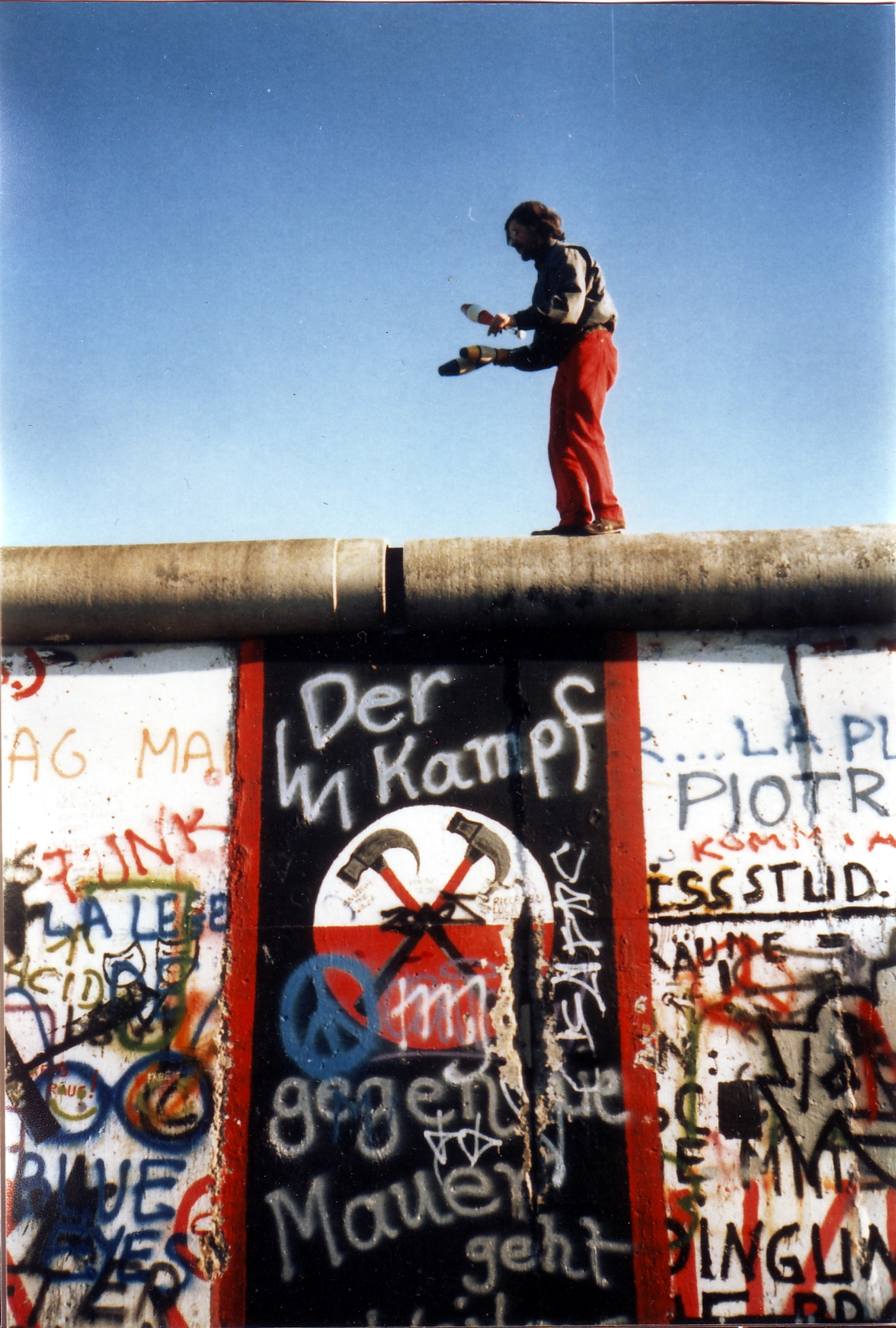
El símbolo de los martillos cruzados usado por el partido neonazi de Pink en la película, pintado sobre el Muro de Berlín, cuya caída en 1989 fue celebrada un año después por un concierto multitudinario de The Wall.

- Bob Geldof como Floyd «Pink» Pinkerton.
  - Kevin McKeon como Pink joven.
  - David Bingham como Pink niño.
- Eleanor David como la esposa de Pink.
- Bob Hoskins como el mánager.
- Christine Hargreaves como la madre de Pink.
- Michael Ensign como el administrador del hotel.
- Alex McAvoy como el profesor.
- James Laurenson como J. A. Pinkerton, padre de Pink.
- Margery Mason como la esposa del profesor.
- Jenny Wright como groupie estadounidense.
- Ellis Dale como el médico inglés.
- James Hazeldine como el amante de la esposa de Pink.
- Ray Mort como el padre en el campo de juegos.
- Robert Bridges como el médico estadounidense.
- Joanne Whalley, Nell Campbell, Emma Longfellow y Lorna Barton como groupies.
- Phil Davis y Gary Olsen como roadies.

## Producción

### Concepto
A mediados de la década de 1970, mientras la fama internacional de Pink Floyd seguía en ascenso, Waters empezó a apartarse paulatinamente de su público:

El público en esos multitudinarios conciertos está allí para obtener una emoción que —pienso— tiene que ver con el amor al éxito. Cuando una banda o una persona se convierte en un ídolo, tiene que ver con el éxito que ha conseguido, no con la calidad del trabajo que produce. No te conviertes en un fanático porque el trabajo de alguien es bueno, te conviertes en un fanático para ser tocado vicariamente por su glamour y su fama. Las estrellas de cine y las estrellas de rock'n'roll son un ejemplo de la vida que a todos nos gustaría vivir. Parecen el centro mismo de la vida. Y por eso el público sigue gastando grandes sumas de dinero en conciertos donde están muy lejos del escenario, donde a menudo están muy incómodos y donde el sonido suele ser muy malo.
Roger Waters

Waters también estaba consternado por el «enfoque ejecutivo», orientado únicamente hacia el éxito, en el que los productores ni siquiera trataban de familiarizarse con las personas reales que conformaban la banda (idea ya representada en la canción «Have a Cigar» del álbum Wish You Were Here, en 1975). El concepto del muro, junto a la decisión de bautizar «Pink» al protagonista, en parte nació de ese enfoque, combinado con la creciente alienación entre la banda y sus fanes. Aquello simbolizó una nueva era para las bandas de rock, con Pink Floyd «explorando (... ) la dura realidad de estar donde estamos», basándose en la ideología de existencialistas como Jean-Paul Sartre.

### Desarrollo
Incluso antes de la grabación de The Wall, Roger Waters tenía la idea de realizar una película. Sin embargo, luego de la publicación del disco, se pensó en realizar la película con grabaciones en vivo de la banda tomadas de la gira promocional, con animaciones de Scarfe y escenas adicionales. La película sería protagonizada por el mismo Waters. EMI al final no se interesó por el proyecto, aduciendo que no entendían el concepto que Waters quería plasmar.
El director Alan Parker, un fanático de la música de Pink Floyd, sugirió a EMI la realización de una película basada en The Wall. EMI sugirió igualmente a Parker que le contara su idea a Roger Waters, el cual finalmente escogió al mismo Parker para que se encargara de dirigir el proyecto. Parker sugirió producirla y darle la dirección a Gerald Scarfe y a Michael Seresin. Waters empezó a trabajar en el guion luego de estudiar algunos libros de guiones cinematográficos. Él y Scarfe produjeron un libro que contenía el guion y el arte para enviar el proyecto a los posibles inversionistas. Aunque en el libro Waters desempeñaba el papel de Pink, luego de algunas pruebas fue removido del papel protagónico y reemplazado por el músico Bob Geldof, líder de la agrupación The Boomtown Rats. Seresin finalmente abandonó el proyecto y Parker se convirtió en el director del mismo.

### Filmación
Parker, Waters y Scarfe tuvieron bastantes problemas entre sí durante la filmación, tanto que el director expresó que la realización de la película fue «una de las experiencias más miserables de toda mi vida creativa». Scarfe declaró que se dirigía a los Pinewood Studios con una botella de Jack Daniel's porque «sabía lo que le esperaba y debía fortificarse de alguna manera». Waters dijo que filmar fue «una experiencia muy desconcertante y desagradable».
Durante la producción, mientras se filmaba la escena donde Pink destruía el cuarto de hotel, Geldof sufrió un corte en su mano mientras arrancaba las persianas. Esa escena fue usada en la película. También se descubrió durante la filmación de las escenas en la piscina que Geldof no sabía nadar. Las escenas en interiores fueron filmadas en los Pinewood Studios, y se sugirió que suspendieran a Geldof con el yeso transparente de Christopher Reeve usado para las secuencias de vuelo de Superman (1978) y Superman II (1980), pero su cuerpo era demasiado pequeño en comparación; entonces se decidió hacer un soporte más pequeño que se ajustara mejor y se acostó boca arriba. En el libro de Nicholas Schaffner: Saucerful of Secrets: The Pink Floyd Odyssey (1991) se afirma que en realidad se utilizó el molde corporal de la película Supergirl (1984).
Las escenas bélicas fueron filmadas en una zona arenosa cerca del condado de North Devon, lugar donde también se obtuvo la imagen de carátula del álbum A Momentary Lapse of Reason de Pink Floyd, seis años después.

## Lanzamiento
La película fue exhibida durante el Festival de Cannes de 1982.
El estreno oficial se realizó en el teatro Empire en la ciudad de Londres, el 14 de julio de 1982. Asistieron Roger Waters, David Gilmour y Nick Mason de Pink Floyd. Richard Wright no se presentó, pues en ese momento ya no formaba parte de la banda. También asistieron Geldof y Scarfe, así como celebridades: Paula Yates, Pete Townshend de The Who, Sting y Andy Summers de The Police, Roger Taylor de Queen, James Hunt y Lulu.

### Recepción
La cinta se estrenó con exhibición limitada el 6 de agosto de 1982 y se ubicó en el puesto n.º 28 en la listas estadounidenses, a pesar de haber sido presentada solamente en una sala en su primer fin de semana, recaudando más de 68.000 dólares, una hazaña incluso para los estándares actuales. La película se distribuyó en cerca de 600 salas el 10 de septiembre, logrando ubicarse en el puesto n.º 3 en las listas, detrás de E.T., el extraterrestre y Reto al destino. El filme recaudó eventualmente 22 millones de dólares hasta comienzos de 1983.
La película recibió generalmente críticas positivas. En 1982, los críticos Roger Ebert y Gene Siskel le dieron «dos pulgares arriba». Ebert describió The Wall como «una maravillosa visión de la autodestrucción» y «uno de los musicales más terroríficos de la historia. La música es fuerte y real, las imágenes son como martillos, y por primera vez, la estrella de rock and roll no es sólo un narcisista mimado, sino una imagen real y sufriente de toda la desesperación de esta era nuclear. Es realmente una buena película» (en 2010, año en que Pink Floyd - The Wall fue elegida como película de apertura del Festival Ebertfest, Roger Ebert añadió la obra a su lista de «Grandes Películas», describiéndola como «la mejor de todas las ficciones serias dedicadas al rock. Viéndola en la actualidad, parece más atrevida que en 1982, cuando la vi en Cannes... Es inquietante, deprimente, excelente»); Siskel fue un poco más reservado en su juicio, afirmando que sentía que las imágenes de la película eran demasiado repetitivas. Sin embargo, admitió que la «imagen central» de la secuencia fascista «permanecerá conmigo durante mucho tiempo». En 1986, Danny Peary se refirió a la película como «implacablemente abrumadora y a veces repulsiva. La fotografía de Peter Bizou es impresionante y algunas de las escenas individuales tienen un poder innegable». Rotten Tomatoes le da a The Wall un 70% de índice de audiencia (basado en 20 reseñas).  
Pink Floyd – The Wall  le valió a sus creadores dos premios de la Academia Británica: a Mejor Sonido para James Guthrie, Eddy Joseph, Clive Winter, Graham Hartstone y Nicholas Le Messurier, y a Mejor Canción Original para Roger Waters.
Waters ha expresado profundas reservas sobre la cinta, confesando que la filmación fue una «experiencia enervante y desagradable». También ha comentado: «Me di cuenta de que era tan incansable en su ataque a los sentidos, que no me dio, de todos modos, una oportunidad de involucrarme con ella como espectador», aunque solo ha tenido elogios al referirse a la actuación de Geldof. David Gilmour afirmó que su conflicto personal con Waters inició con la grabación de la cinta. El músico también comentó en el documental Behind The Wall que la película «no logró contar la historia de The Wall, pues contó una versión totalmente diferente a la mostrada en el álbum y en los conciertos».
Aunque el símbolo de los martillos cruzados se creó especialmente para el filme y no se relacionaba con ningún grupo racista real, fue adoptado por un grupo neonazi llamado The Hammerskins a finales de la década de 1980.

### Temática
Se ha sugerido que la historia del protagonista se basó en las experiencias personales de Roger Waters. Más allá de la comparación evidente de ambos siendo estrellas de rock, al igual que Pink, Waters perdió a su padre en la guerra cuando apenas era un niño y tuvo problemas matrimoniales, divorciándose en varias ocasiones.

### Premios
| Lista de Premios | Lista de Premios       | Lista de Premios                                                                | Lista de Premios |
| Premio           | Categoría              | Homenajeado(s)                                                                  | Resultado        |
| ---------------- | ---------------------- | ------------------------------------------------------------------------------- | ---------------- |
| BAFTA            | Mejor canción original | Roger Waters por la canción "Another Brick in the Wall"                         | Ganadora         |
| BAFTA            | Mejor sonido           | James Guthrie Eddy Joseph Clive Winter Graham V. Hartstone Nicolas Le Messurier | Ganadores        |
| Saturn           | Mejor arte de cartel   | Gerald Scarfe                                                                   | Nominado         |

## Música

### Cambios respecto del álbum
| Tema                                   | Cambio |
| -------------------------------------- | --- |
| "When the Tigers Broke Free" pt. 1     | Nueva canción. |
| "In the Flesh?"                        | Extendida/re-mezclada/voz principal regrabada por Geldof. |
| "The Thin Ice"                         | Extendida/re-mezclada con una superposición de piano adicional en segundo verso. Los llantos de bebé fueron eliminados. |
| "Another Brick in the Wall (Part I)"   | Sin cambios. |
| "When the Tigers Broke Free" pt. 2     | Nueva canción. |
| "Goodbye Blue Sky"                     | Remezclada. |
| "The Happiest Days of Our Lives"       | Remezclada En la versión original suena un helicóptero. En la película, se ambienta el paso de un tren. |
| "Another Brick in the Wall (Part II)"  | Remezclada con guitarra añadida, coro de niños editado y acortado, líneas del profesor regrabadas por Alex McAvoy y superpuestas al coro de niños: "un acre es la superficie de un estadio por una cadena".                                                                     |
| "Mother"                               | Regrabada completamente a excepción del solo de guitarra. Letras cambiadas a un sentido más narrativo para la película: "Am I really dying?" ("Realmente estoy muriendo?") en lugar de "Is it just a waste of time? ("Es sólo una pérdida de tiempo?").                         |
| "Empty Spaces"                         | Regrabada y con letra ligeramente modificada acorde al contexto. La grabación de la llamada telefónica de Pink fue añadida al inicio de la canción. |
| "What Shall We Do Now?"                | Nueva canción. |
| "Young Lust"                           | Sin cambios, pero con gritos añadidos. |
| "One of My Turns"                      | Remezclada, las líneas de la groopie fueron regrabadas por la actriz Jenny Wright. |
| "Don't Leave Me Now"                   | Acortada. Sonidos de "Gong" acentuados respecto de la original. |
| "Another Brick in the Wall (Part III)" | Regrabada completamente con un tempo más rápido. |
| "Goodbye Cruel World"                  | Sin cambios. |
| "Hey You"                              | Borrada, ya que Waters y Parker creían que el metraje era demasiado repetitivo (el 80% de las imágenes aparecen en cualquier otra parte del filme), pero disponible en blanco y negro en la versión de DVD de la película en 1999 y la edición de su 25 aniversario en 2007.    |
| "Is There Anybody Out There?"          | Guitarra acústica regrabada. |
| "Nobody Home"                          | Sin cambios, pero con diferentes sonidos de TV. |
| "Vera"                                 | Sin cambios. Sonido de TV eliminado. |
| "Bring the Boys Back Home"             | Regrabada completamente con las vocales de la banda y coro galés extendidos, y la voz principal de Waters borrada. |
| "Comfortably Numb"                     | Remezclada con gritos agregados, línea de bajo ligeramente diferente. |
| "The Show Must Go On"                  | Eliminada. |
| "In the Flesh"                         | Regrabada completamente con banda y Geldof en las voces. |
| "Run Like Hell"                        | Remezclada y acortada. |
| "Waiting for the Worms"                | Acortada pero con coda extendido. |
| "Stop"                                 | Regrabada completamente sólo con Geldof en la voz. (El audio de fondo en esta escena es de la introducción de Gary Yudman al concierto de The Wall en Earl's Court, la cual puede escucharse completa en el álbum en vivo Is There Anybody Out There? The Wall Live 1980-1981.) |
| "The Trial"                            | Remezclada, la introducción fue regrabada con una orquesta similar a la que se escucha en el resto de la canción. El final fue extendido y el sonido del muro derribándose fue cambiado.                                                                                        |
| "Outside the Wall"                     | Remezclada completamente con banda y coro galés. Extendida. |